# Zofia Opalińska (ok. 1620–1657)
Zofia z Opalińskich herbu Łodzia primo voto Koniecpolska, secundo voto Korecka (ok. 1620–1657) – żona hetmana wielkiego koronnego Stanisława Koniecpolskiego, siostra Krzysztofa Opalińskiego.

## Wczesna młodość
Zofia z Opalińskich urodziła się około 1620 roku jako córka wojewody poznańskiego Piotra Opalińskiego i kasztelanki bieckiej Zofii Kostczanki. Jej braćmi byli Krzysztof i Łukasz Opalińscy, siostrą zaś żona marszałka wielkiego koronnego Stanisława Przyjemskiego. Po matce Zofia spokrewniona była też z błogosławionym (później świętym) Stanisławem Kostką. Słynęła z urody i dumy rodowej: nie chciała na przykład tańczyć ze szlachcicem Strzałkowskim, ponieważ ten służył jej bratu. Krzysztof Opaliński, u którego Zofia zamieszkała po śmierci rodziców, pisał o siostrze, że pycha „w niej jest tak sroga, że większa być nie może”.
Zofia uchodziła za wielką elegantkę (już w roku 1642 nosiła peruki, dopiero wchodzące wówczas w modę), plotkowano o jej flirtach, długo jednak pozostawała w stanie panieńskim, odstręczała bowiem kandydatów do swojej ręki zarozumiałością i wysokimi wymaganiami. Odrzuciła między innymi oświadczyny magnata Ludwika Wejhera. Krzysztof Opaliński, zaniepokojony postępowaniem siostry, pisał: „Panna w lata idzie. Owej pięknej płetki i połowicę już nie masz”, myślał nawet o oddaniu Zofii do zakonu, narzekał: „zgoła odstraszyliśmy ludzi tym naszym zwlekaniem”. Opalińscy, by znaleźć męża dla siostry, wozili ją nawet na sejmy.

## Małżeństwo ze Stanisławem Koniecpolskim
Gdy w 1645 roku owdowiał Stanisław Koniecpolski, hetman wielki koronny, kasztelan krakowski i pierwszy senator Rzeczypospolitej, opromieniony wielką sławą wojenną, licząca już wówczas ponad 20 lat i obawiająca się staropanieństwa Zofia zdecydowała się oddać mu swoją rękę. Koniecpolski przekroczył już pięćdziesiąty rok życia, Zofia była w wieku jego syna Aleksandra, nie uważano jednak tego faktu za przeszkodę w zawarciu małżeństwa. 16 stycznia 1646 roku, w siedem miesięcy po śmierci pierwszej żony hetmana wielkiego koronnego, Zofia poślubiła Koniecpolskiego.
Małżeństwo uchodziło za bardzo udane, Zofia cieszyła się też sympatią rodziny męża. Krzysztof Opaliński stwierdzał z satysfakcją: „Pan Krakowski niesłychanie z żony kontent, nie tylko mnie, ale wszystkim przyjaciołom w bród w listach opowiada”. Szczęście trwało jednak krótko. 11 marca 1646 roku Koniecpolski zmarł w swej rezydencji w Brodach. Poufna korespondencja Opalińskich zdaje się potwierdzać plotkę, że zgon nastąpił wskutek zażycia zbyt dużej ilości środka na potencję. Śmierć Koniecpolskiego wprawiła jego żonę w rozpacz: Zofia mdlała, nie była w stanie brać udziału w uroczystościach pogrzebowych, rozważała nawet wstąpienie do zakonu. Przez jakiś czas mieszkała w klasztorze Jarosławskim z nieliczną służbą.

## Małżeństwo z Samuelem Koreckim
Gdy upłynął okres żałoby Zofii po mężu, zaczęli się zgłaszać nowi kandydaci do jej ręki. Po kilku latach wdowa zdecydowała się na ponowne małżeństwo. Wybranek Zofii, owdowiały książę Samuel Karol Korecki (1621 – 1651), jedyny dziedzic olbrzymiej fortuny, starał się o nią już w roku 1647, ale wówczas pogrążona w żałobie wdowa po Koniecpolskim nie chciała go nawet widzieć. Korecki nie zrezygnował i 6 lutego 1651 w Rytwianach poślubił Zofię, nie poinformował jej jednak o swoim złym stanie zdrowia. Niezaleczona rana wojenna księcia, odniesiona w starciach na Ukrainie, wkrótce otworzyła się na nowo, mimo to Korecki w dalszym ciągu ukrywał przed żoną chorobę, co szybko przyniosło tragiczny skutek.
12 lutego 1651 roku Samuel Korecki zmarł. Jego śmierć wstrząsnęła opinią publiczną. Wielu zaczęło uważać Zofię za „kobietę fatalną”, narzędzie diabła, przynoszące nieuchronną śmierć swoim mężom. Taka interpretacja przeniknęła nawet do ukraińskich i białoruskich pieśni ludowych, w których żona Koreckiego występowała jako „Laszka diablica”, czarownica zabijająca męża pocałunkiem w dniu ślubu. Zofia z Opalińskich Koniecpolska nie wyszła za mąż po raz trzeci, nie wstąpiła też do zakonu. Zmarła w 1657 roku, w wieku najwyżej 40 lat.